# Guarienti
Guarienti, nobile famiglia veronese, nota sin dal XV secolo, i cui componenti ebbero incarichi nella vita pubblica, nelle armi e nelle magistrature.
Dal 1872, Guglielmo Guarienti, per testamento dello zio Agostino Brenzone, unì al proprio cognome quello di Brenzone, dando vita alla famiglia Guarienti di Brenzone. La famiglia è imparentata con Casa Savoia: Iolanda Margherita di Savoia, figlia di Vittorio Emanuele III di Savoia, ebbe una figlia, Vittoria Francesca Calvi di Bergolo, che nel 1947 sposò il conte Guglielmo Guarienti di Brenzone (1919-2006).

## Esponenti illustri
- Pase (Pace) Guarienti (+1563), militare, ritratto in un dipinto conservato nel Museo di Castelvecchio e attribuito a Paolo Veronese o a Domenico Brusasorzi
- Antonio Maria Gaetano Guarienti (1780-?)[1]
- Ludovico Giacomo Giovanni Guarienti (1785-?)
- Michele Francesco Filippo (1789-?)
- Benedetto Guarienti (?-1897)[5]
- Ugo Guarienti (1874-1972), senatore della Repubblica Italiana
- Guglielmo Guarienti di Brenzone (1919-2006)
- Carlo Guarienti (1923-2023), pittore e scultore[6]

## Proprietà

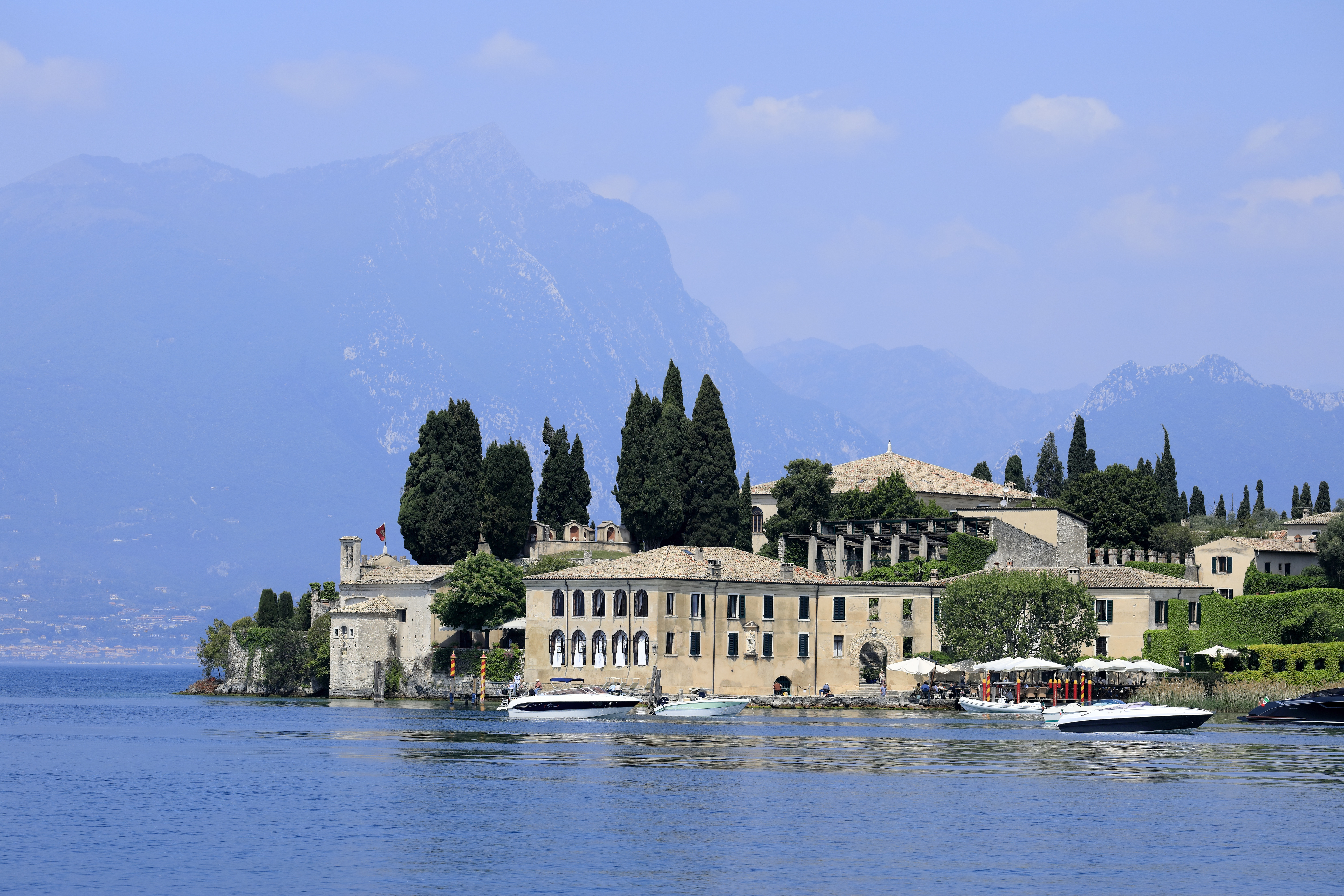
Punta San Vigilio, Villa Guarienti di Brenzone

- Villa Guarienti di Brenzone, Punta San Vigilio (Vr)[7][8][9]
- Villa Malaspina-Guarienti, Gualtieri (Re)[10]
- Villa Guarienti già Guglienzi, Tarmassia (Vr)[11]
- Villa Guarienti, Gazzo Veronese (Vr)[12]
- Corte dominicale Guarienti Cornale, detta "Castello del conte Panico", San Pietro di Morubio (Vr)[13]
- Palazzo Guarienti, Valeggio sul Mincio (Vr)[14]
- Villa Ravignani Guarienti, Fumane (Vr)[15]
- Corte Cappella Guarienti, Salizzole (Vr)[16]